# 函館中央病院
函館中央病院（はこだてちゅうおうびょういん）は、北海道函館市にある病院。社会福祉法人函館厚生院本部事務局所在地。函館厚生院看護専門学校が隣接している。急性期医療を中心として地域に根ざした医療に取り組んでおり、道南では唯一のNICU（新生児特定集中治療室）がある。

## 沿革
- 1930年（昭和05年）：函館慈恵院が経営する「中央病院」として診療開始[3]。
- 1936年（昭和11年）：社団法人函館慈恵院付属中央病院開設[4]。
- 1945年（昭和20年）：函館慈恵院を函館厚生院と改称[5]。
- 1952年（昭和27年）：「函館中央病院」と改称[5]。社会福祉法人認可[5]。
- 1965年（昭和40年）：総合病院承認[6]。
- 1973年（昭和48年）：中央棟完成。未熟児センター開設[7]。
- 1979年（昭和54年）：北棟完成。
- 1990年（平成02年）：東棟完成。
- 2000年（平成12年）：南棟増築。
- 2006年（平成18年）：脊椎センター開設[8]。
- 2012年（平成24年）：『北海道社会貢献賞』（救急医療功労賞）受賞[9]。
- 2013年（平成25年）：総合医療支援センター開設。
- 2014年（平成26年）：『平成26年度産科医療功労者厚生労働大臣表彰』受賞[10]。

## 機関指定
| 保険医療機関                       | 救急指定医療機関                         |
| 生活保護法による指定医療機関       | 母子保健法による指定養育医療機関         |
| 児童福祉法による指定育成医療機関   | 障害者自立支援法による更生医療指定機関   |
| 労災保険指定医療機関               | 優生保護法指定医療機関                   |
| 小児慢性特定疾患児治療研究委託病院 | 特定疾患治療研究委託病院                 |
| 結核予防法指定医療機関             | 原子爆弾被爆者に対する援護法指定医療機関 |
| 戦傷病者特別援護法指定医療機関     | 臨床研修指定病院（管理型）               |
| 日本医療機能評価機構認定病院       | 総合周産期母子医療センター               |
| 北海道がん診療連携指定病院         |                                          |

## 診療科等
診療科
- 内科
- 消化器内科
- 腫瘍内科
- 循環器内科
- 小児科
- 外科
- 整形外科
- 脊椎センター
- 形成外科
- 脳神経外科
- 心臓血管外科
- 皮膚科
- 泌尿器科
- 産婦人科
- 眼科
- 耳鼻咽喉科
- 放射線科
- 麻酔科
- 歯科口腔外科

部門
- 看護部
- 薬剤部
- 診療放射線技術科
- 病理検査科
- リハビリテーション科
- 医療機器管理室
- 事務部
- 医療安全管理室

## 施設認定
| 日本内科学会認定医制度教育関連病院             | 日本呼吸器外科学会専門医制度関連施設             |
| 日本消化器病学会認定施設                       | 日本肝臓学会関連施設                             |
| 日本整形外科学会専門医研修施設                 | 日本消化器内視鏡学会認定指導施設                 |
| 日本脊椎脊髄病学会クリニカル・フェロー研修施設 | 日本循環器学会専門医研修施設                     |
| 日本形成外科学会認定医研修施設                 | 日本心血管インターベンション治療学会研修関連施設 |
| 日本熱傷学会熱傷専門医認定研修施設             | 日本超音波医学会認定超音波専門医研修施設         |
| 日本脳神経外科学会専門医認定施設               | 日本血液学会認定医研修施設                       |
| 日本脳卒中学会認定研修教育病院                 | 日本小児科学会専門医認定制度研修施設             |
| 日本皮膚科学会認定専門医研修施設               | 日本外科学会認定医制度修練施設                   |
| 日本泌尿器科学会専門医教育施設                 | 日本外科学会外科専門医制度指定施設               |
| 日本産科・婦人科学会専門医制度卒後研修指導施設 | 日本消化器外科学会専門医認定施設                 |
| 日本耳鼻咽喉科学会専門医研修施設               | 日本消化器外科学会専門医修練施設                 |
| 日本麻酔科学会麻酔指導病院                     | 日本乳癌学会認定医・専門医制度関連施設           |
| 日本プライマリ・ケア学会認定医研修施設         | 日本大腸肛門病学会専門医修練施設                 |
| 日本病理学会認定病院                           | 日本胸部外科学会認定医認定制度関連施設           |
| 日本臨床細胞学会認定施設                       | 日本心臓血管外科専門医認定機構認定基幹施設       |
| 日本口腔外科学会研修施設                       | 日本口腔診断学会認定研修施設                     |
| 3学会構成心臓血管外科専門医認定機構関連病院    | 日本手外科学会手外科専門医制度研修施設           |

## アクセス・駐車場
- 函館市企業局交通部（函館市電）中央病院前停留場下車
- 函館バス「中央病院前」バス停下車
- 函館駅から車で約10分
- 函館空港から車で約20分
- 駐車場217台

## 関連施設
- 函館五稜郭病院
- ななえ新病院

## 参考資料
- “函館厚生院 沿革” (PDF).   函館厚生院. 2016年11月17日閲覧。